# A9CAD
A9CAD – program typu CAD/2D, służący do tworzenia dokumentacji projektowej w formacie *.dwg, m.in. do projektowania budynków.
Program dostępny jest w dwóch wersjach darmowej oraz w wersji płatnej PRO. Status wykorzystania licencyjnego wersji darmowej jest niejasny.
Program posiada klasyczny interfejs w postaci menu, pasków, wiersza poleceń oraz okna właściwości.
Wyposażony jest w dwa moduły do rysowania i podglądu z możliwością edycji projektów. Natywnym formatem plików programu są pliki DWG i DXF w wersji 2000/2001. W programie wbudowana jest konsola do wprowadzania wartości i parametrów. Można tworzyć i edytować: warstwy, bloki itp. Pozwala na proste modyfikacje projektów wykonanych w komercyjnym programie AutoCAD. Twórcą oprogramowania jest firma A9Tech.

## Obsługiwane systemy
A9CAD jest certyfikowany do pracy w rodzinie systemów operacyjnych Microsoft Windows. Wersja 2.2.1 obsługuje systemy operacyjne Windows 98, Windows Me, Windows 2000 i Windows XP. Chociaż system operacyjny Linux nie jest oficjalnie obsługiwany, program można pomyślnie uruchomić dzięki Wine.